# Callopistria semicircularis
Callopistria semicircularis là một loài bướm đêm trong họ Noctuidae.